# Zozole
Zozole – popularna marka słodyczy, będąca własnością firmy Mieszko S.A., wywodząca się z Raciborza, a której siedziba znajduje się obecnie w Warszawie. Została wprowadzona na polski rynek w 1999 roku. Obecnie jest najbardziej rozpoznawalną dziecięcą marką słodyczy w Polsce.

## Informacje
Produkty marki Zozole zostały wprowadzone na rynek w roku 1999. W niedługim czasie Zozole stały się najbardziej popularną marką cukierków wśród najmłodszych konsumentów, a firma Mieszko uzyskała status lidera na rynku karmelków musujących (w 2005 roku udział w rynku stanowił 81%). Według badań z 2004 roku reklama Zozoli była najlepiej wśród dzieci (wskazanie 47% badanych) zapamiętaną reklamą słodyczy, dużą popularność zdobyło również hasło z kampanii reklamowej "Wolę Zozole!". Inne badania świadomości marki z 2004 roku mówią o 65% znajomości spontanicznej i 93% znajomości wspomaganej.
Sztandarowym produktem sygnowanym marką Zozole są musujące cukierki w owocowych smakach. Od 2005 roku pod marką Zozoli zaczęły pojawiać się także inne produkty. Dziś są to również żelki, jogurty, gumy, lizaki oraz batony mleczne. Na wytwarzanie niektórych produktów Mieszko udziela licencji innym producentom.
W 2008 roku ukazało się czasopismo komiksowe ZozoMix, wydane przez wydawnictwo Egmont i poświęcone marce Zozole.